# Caroline Emilie Bleeker
Caroline (Lili) Emilie Bleeker (Middelburg, 17 januari 1897 – Zeist, 8 november 1985) was een Nederlands natuurkundige. Zij promoveerde in 1928 bij Leonard Ornstein. Anderhalf jaar na haar promotie richtte ze in 1930 het Physisch Adviesbureau op. Dat gaf voorlichting aan wetenschappelijke laboratoria en industrieën over het ontwerp en de bouw van instrumenten. Tevens richtte zij in 1939 samen met haar levenspartner Gerard Willemse de Nederlandsche Optiek- en Instrumentenfabriek Dr. C.E. Bleeker (NEDOPTIFA) op. Deze fabriek kwam voort uit het Physisch Adviesbureau en legde zich toe op de productie van optische instrumenten en wetenschappelijke apparaten zoals galvanometers voor laboratoria.

## Jeugd
Caroline Bleeker groeide op in Middelburg als jongste kind in het gezin van Johannes Lambertus Bleeker, een Evangelisch-Lutherse predikant, en zijn vrouw Gerhardina Marta Döhne. De moeder van Bleeker zag graag dat zij na de lagere school hielp met het huishouden. Bleeker hielp een jaar lang in de huishouding, maar had een grote wens om te studeren en volgde hierna een opleiding aan de hogereburgerschool (HBS) in Middelburg. Na het behalen van haar HBS-diploma vertrok zij in 1916 naar Utrecht om wiskunde te studeren. Na haar kandidaatsexamen ging zij lesgeven op een middelbare meisjesschool om haar collegegeld bij elkaar te sparen voor de vervolgstudie astronomie. Haar baan als lerares was geen groot succes, waarna zij besloot bijlessen aan studenten te geven.
Vanaf 1919 werkte Bleeker acht jaar lang als assistente van verschillende hoogleraren, zoals Willem Henri Julius, op de Sterrenwacht Sonnenborgh en het Physisch Laboratorium in Utrecht. In een personeelslijst van 1 januari 1926 staat vermeld dat Bleeker de enige hoofdassistente was. Naast dit assistentschap bij hoogleraren studeerde Bleeker in 1920 theoretische sterrenkunde en in de jaren daarna stapte ze over naar experimentele en theoretische natuurkunde. Tijdens haar periode als assistente verrichtte Bleeker onderzoek bij de faculteit Wis- en Natuurkunde voor een proefschrift onder leiding van prof. Dr. Leonard S. Ornstein. In 1928 promoveerde Bleeker cum laude op haar experimenteel natuurkundige proefschrift Emissie- en dispersiemetingen in de seriespectra der alkaliën tot doctor in de wis- en natuurkunde. Zij liet haar proefschrift drukken bij drukker G.J. Willemse uit Utrecht, de vader van Gerard Willemse, haar latere bedrijfscompagnon en partner. In 1930 besloot Bleeker tot de oprichting van een Physisch Adviesbureau. Dit adviesbureau heeft de Utrechtse chemicus H.R. Kruyt beïnvloed bij de oprichting van de Nederlandse organisatie voor toegepast-natuurwetenschappelijk onderzoek (TNO) in 1932. In 1939 richtte Bleeker de Nederlandsche Optiek- en Instrumentenfabriek Dr. C.E. Bleeker op, die voortkwam uit het Physisch Adviesbureau.

## Werk en onderzoek

### Pionierswerk: het Physisch Adviesbureau
Op 5 juni 1930, twee jaar na haar promotie, richtte Bleeker een fysisch adviesbureau op, dat gevestigd was in Utrecht. Ze was weliswaar hoofdassistent bij Ornstein, maar het lag niet in haar aard om bescheiden en gedienstig te zijn, waardoor een eigen bedrijf beter bij haar paste. Haar adviesbureau werd een kleine fabriek voor voornamelijk wetenschappelijke instrumenten, die tot 1940 gestaag uitgroeide tot een goed werkend bedrijf. Wetenschappers, hoogleraren aan universiteiten en grote laboratoria waren de grootste afnemers. Vooral in de periode 1935-1940 groeide de fabriek. Vanaf 1935 werd het een commanditaire vennootschap onder de naam ‘Physisch Adviesbureau Instrumentenfabriek Dr. C.E. Bleeker’. Caroline Bleeker was de eerste en enige medewerker binnen het bedrijf, maar binnen twee jaar groeide haar bedrijf tot 18 werknemers in 1937. Ook kwam er een tweede vennoot en directeur, G.J.D.J.(Gerard) Willemse. Lili Bleeker zou de rest van haar leven met Willemse doorbrengen, al trouwden ze niet. Gehuwde vrouwen hadden in deze periode weinig rechten, en dat zal de reden geweest zijn dat zij niet trouwden. Deze toename in personeel kwam vooral door het toevoegen van een optische afdeling aan de fabriek, mede gefinancierd door Frits Zernike. Deze Groningse hoogleraar was al enige tijd bevriend met Bleeker. De optische afdeling ontwikkelde zich snel tot een succes en in 1939 werd begonnen met de productie van een serie van 6x24 prismakijkers voor het Nederlandse leger.

### Tweede Wereldoorlog
De bestelling van prismakijkers voor het Nederlandse leger moest echter geannuleerd worden tijdens de bezetting van de Nazi's in de Tweede Wereldoorlog. Ook bijna alle andere orders werden geannuleerd. Het bedrijf kromp qua personeel ook vanwege evacuaties. Alleen omdat er joodse onderduikers in het gebouw verbleven, hield zij het open. In 1944 viel de Feldgendarmerie van de Nazi's binnen. Bleeker en Willemse werden gearresteerd en verhoord, maar de vader van Willemse werd betrapt op drukproeven van de illegaliteit.
Lili Bleeker leverde prismakijkers voor het verzet en moest, na het leegroven van haar bedrijf, zelf onderduiken. Onmiddellijk na de bevrijding werd met inzet van de meeste werknemers de fabriek schoongemaakt en weer opgestart. Bleeker kreeg een koninklijke onderscheiding en een herstelkrediet. Ook kreeg de fabriek een andere naam: “Nederlandsche Optiek- en Instrumentenfabriek” oftewel NEDOPTIFA. Het bedrijf was gevestigd in drie panden aan de Korte Nieuwstraat in Utrecht.

### NEDOPTIFA

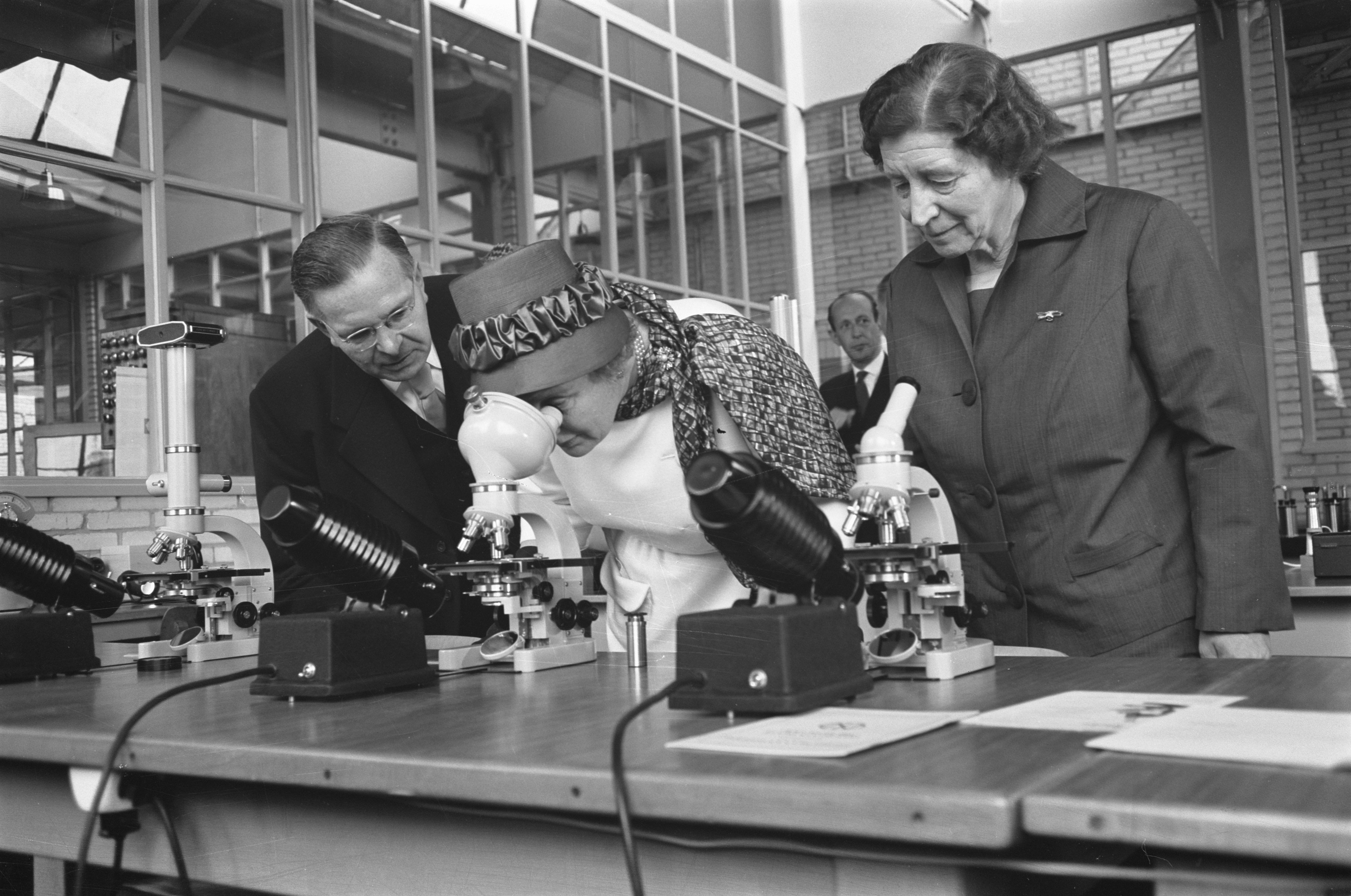
Caroline Bleeker (r.) tijdens het koninklijke bezoek van 1961

In 1949 werd het bedrijf omgezet in een naamloze vennootschap mede om investeerders van buiten aan te trekken voor de relatief dure bedrijfsexploitatie, met een maatschappelijk kapitaal van f 3.020.000. In hetzelfde jaar verhuisde NEDOPTIFA van de binnenstad van Utrecht naar een nieuwbouwpand aan de Thorbeckelaan 3 te Zeist, waar het groter werd dan ooit. Het nieuwe pand was een ontwerp van Dirk van der Lingen en werd geopend door minister In 't Veld.
Op deze nieuwe locatie nam het personeelsbestand nog verder toe, van ca. 120 werknemers bij de start tot 150 in 1953. In deze nieuwe fabriek werd de productie van nieuwe producten ter hand genomen zoals grotere microscopen. Ook werden nieuwe typen prismakijkers op de markt gebracht. Het uitgebreide leveringsprogramma aan microscopen bediende een breed spectrum aan onderzoeksterreinen. Universiteiten en bedrijven in binnen- en buitenland werden afnemer. Maar de oorlogsschade in combinatie met hoge investeringskosten zorgden voor financiële problemen. Door het succes van de fasecontrastmicroscoop waarmee wetenschapper en professor Frits Zernike een Nobelprijs won in 1953, kreeg de onderneming een extra stimulans. Het octrooi van deze microscoop stond op twee namen, Zernike en Bleeker. NEDOPTIFA was het eerste bedrijf ter wereld dat complete fasecontrastmicroscopen produceerde. De jaren '60 waren roerig voor het bedrijf. Zo kwam in 1961 de koningin op bezoek. Directrice Bleeker gaf zelf een rondleiding. Ondertussen waren de bedrijfsresultaten slecht en kochten andere bedrijven als Philips werknemers weg met betere salarisvoorwaarden. Bleeker kreeg kritiek vanwege haar autoritaire manier van leidinggeven. Daarbij  was de grondlegster en drijvende kracht al boven de 60 en werd het werken haar fysiek zwaarder. Er werd in 1963 een nieuwe directie aangesteld nadat Bleeker samen met Willemse op eervolle wijze ontslagen werden van hun taken. Bleeker en Willemse kwamen na hun ontslag niet vaak meer op de fabriek. Hun vertrek werd betreurd, onder meer door Frits Philips. Hij stuurde Bleeker en Willemse een brief, waarin hij liet weten:

(...) dat wij ons heel moeilijk de Nederlandse Optiek - en Instrumentenfabriek kunnen voorstellen zonder U beiden, die op deze onderneming toch een zo bijzonder persoonlijk stempel hebt gezet.
— Frits Philips

De leiding van het bedrijf kwam in handen van A.N. Nolke. Onder hem vond in 1970 een fusie met Oldelft uit Delft plaats, maar het mocht niet baten. In 1978 sloot NEDOPTIFA de deuren. Het pand van de fabriek werd in 1992 gesloopt.

## Receptiegeschiedenis en betekenis van haar werk

### Nederlandse Optiek- en Instrumentenfabriek (NEDOPTIFA)
Caroline Bleekers bedrijf (NEDOPTIFA) verkreeg niet alleen in Nederland bekendheid, maar ook internationaal. Dit kwam door de hoge kwaliteit van haar instrumenten. De fabriek had een grote en solide kwaliteitsreputatie. De reeds genoemde Groningse hoogleraar en beroemd natuurkundige, Frits Zernike, adviseerde Bleeker lenzen te maken voor zijn onderzoek, waardoor haar bedrijf uitbreidde met de productie van optische instrumenten. Het was het eerste bedrijf ter wereld dat complete fasecontrastmicroscopen produceerde. Hoewel dit instrument was ontwikkeld door Zernike, bracht Bleeker het op de markt. In 1947 kregen zij een gezamenlijk octrooi op de fasecontrastmicroscoop. De Nobelprijs voor de Natuurkunde, die Frits Zernike won voor de ontwikkeling van de fasecontrastmicroscoop, zorgde ervoor dat de lenzen van Bleeker en haar fabriek meer bekendheid en een grotere reputatie kregen.
De leermeester van Caroline Bleeker, Leonard Ornstein was erg positief over haar fabriek. Nederland kende in de tijd van Bleeker nog geen optische industrie. Er was zelfs sinds Antoni van Leeuwenhoek geen seriematige microscoopproductie in Nederland geweest. NEDOPTIFA sprong in een gat in de markt. Dit verklaart het belang van haar werk en de fabriek. 

### Wetenschappelijke kringen
Lili Bleeker had goede connecties met verschillende vooraanstaande wetenschappers, zoals de reeds genoemde Frits Zernike en Leonard Ornstein. Zij was erg belangrijk voor Leonard Ornstein, die haar meermaals aanbeval bij zijn collega’s. Hij probeerde haar een passende positie te bezorgen. Niet alleen in Nederland had zij contacten binnen de wetenschappelijke kringen, eveneens in het buitenland. Juffrouw Bleeker, zoals zij graag aangesproken wilde worden, was een erudiete vrouw met een brede kring van wetenschappelijke contacten in binnen- en buitenland. Zij had dus een goede positie binnen de wetenschap en haar werkzaamheden werden goed ontvangen bij andere geleerden. Haar sekse heeft dit niet belemmerd, hoewel zij zelf heeft gesteld dat haar vrouw-zijn het niet makkelijker heeft gemaakt.

### Nalatenschap

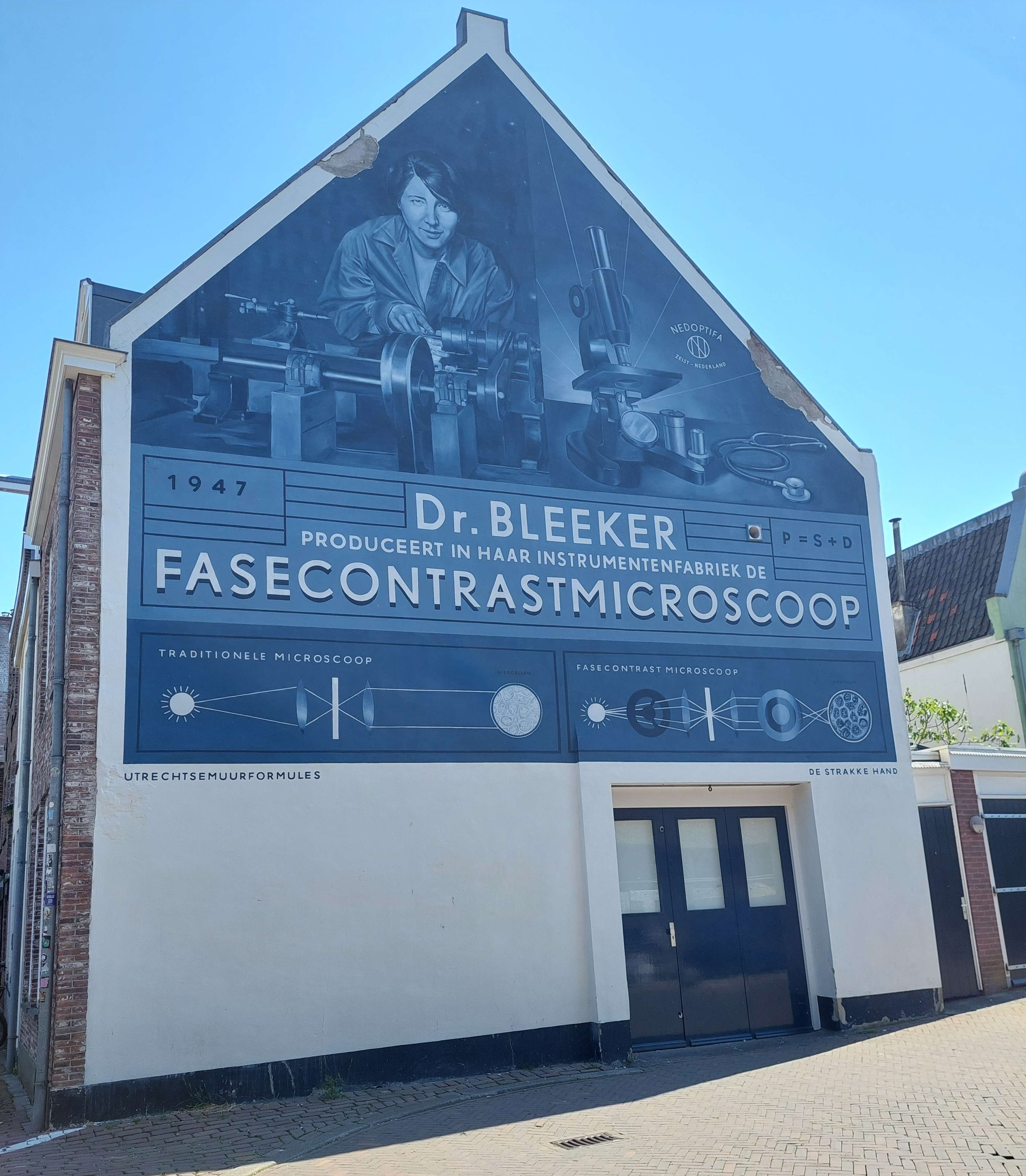
Muurschildering Utrecht

In Utrecht is in april 1998 de thuisbasis van de Instrumentele Groep Fysica (IGF) naar Caroline Bleeker vernoemd: het Caroline Bleekergebouw. Net als Bleeker hanteert de IGF een zeer strenge kwaliteitscontrole voor het produceren van instrumenten. Op deze manier vervult de IGF een belangrijke rol bij  experimenteel fysisch en natuurwetenschappelijk onderzoek, vergelijkbaar met de manier waarop Caroline Bleeker met haar bedrijf werkte. Vanwege de gedrevenheid en het vakmanschap van Caroline Bleeker heeft de Utrechtse Universiteit besloten om haar te eren door haar naam te verbinden met de IGF en het gebouw waarin de IGF is gevestigd.
De Stichting voor Historische Microscopie te Rijswijk heeft een collectie instrumenten van de door Bleeker ontwikkelde en gefabriceerde apparatuur.

## Emancipatie van vrouwen
Steeds meer vrouwen gingen natuurkunde studeren in de periode waarin Caroline Bleeker haar studie volgde, maar de hogere wetenschappelijke kringen bestonden vooral uit mannen. Bleeker wist zich goed te positioneren in deze wereld die geleid werd door mannen. Ze zette zich in voor de emancipatie van vrouwen. Zij was geen bescheiden vrouw en wenste geen posities beneden haar stand aan te nemen. Dit werd wel vaak van vrouwen verwacht. Door een eigen bedrijf te starten was ze onafhankelijk en hoefde ze zich niet te schikken naar de macht van mannen. Juffrouw Bleeker zette zich niet alleen in voor haar eigen emancipatie. Zij had de ambitie om zowel mannelijke als vrouwelijke werknemers voor haar fabriek aan te nemen. Volgens haar zou de verhouding man-vrouw idealiter half-om-half moeten zijn. In een jaarverslag (1940 – 1941) van haar fabriek laat zij weten dat er steeds meer vrouwen in dienst worden genomen. In het bedrijfsblad De Loupe van NEDOPTIFA had zij eveneens een rubriek ‘Van vrouw tot vrouw’.
In november 1953 was het 25 jaar geleden dat Caroline Bleeker promoveerde. Tijdens haar huldiging werd er onder andere het volgende over haar gezegd:

U behoort ongetwijfeld tot de vooruitstrevende vrouwen, die mede bevorderd hebben, dat de emancipatie der vrouwen in de huidige samenleving zo'n belangrijke plaats is gaan innemen.
— 

Een andere aanwezige benadrukte het feit dat Bleeker de verhouding der seksen met haar bedrijf in evenwicht weet te brengen door kansen te bieden aan jonge vrouwen.

## Persoonlijk
Bleeker en Willemse bleven na hun eervol ontslag in 1963 als directie van NEDOPTIFA de rest van hun leven samen. Willemse overleed rond 1980. Opmerkelijk is het feit dat er tijdens Bleekers begrafenisdienst niet is gesproken over de fabriek, alsmede dat zij in een graf naast Gerard Willemse werd begraven, haar levenspartner, maar dat haar naam niet is vermeld op het graf. Op het eind van haar leven leed ze aan de ziekte van Alzheimer. Ze overleed in november 1985.
Haar biograaf Gijs van Ginkel zorgde ervoor dat er in 1997 een steen met haar naam werd geplaatst.